# Calado

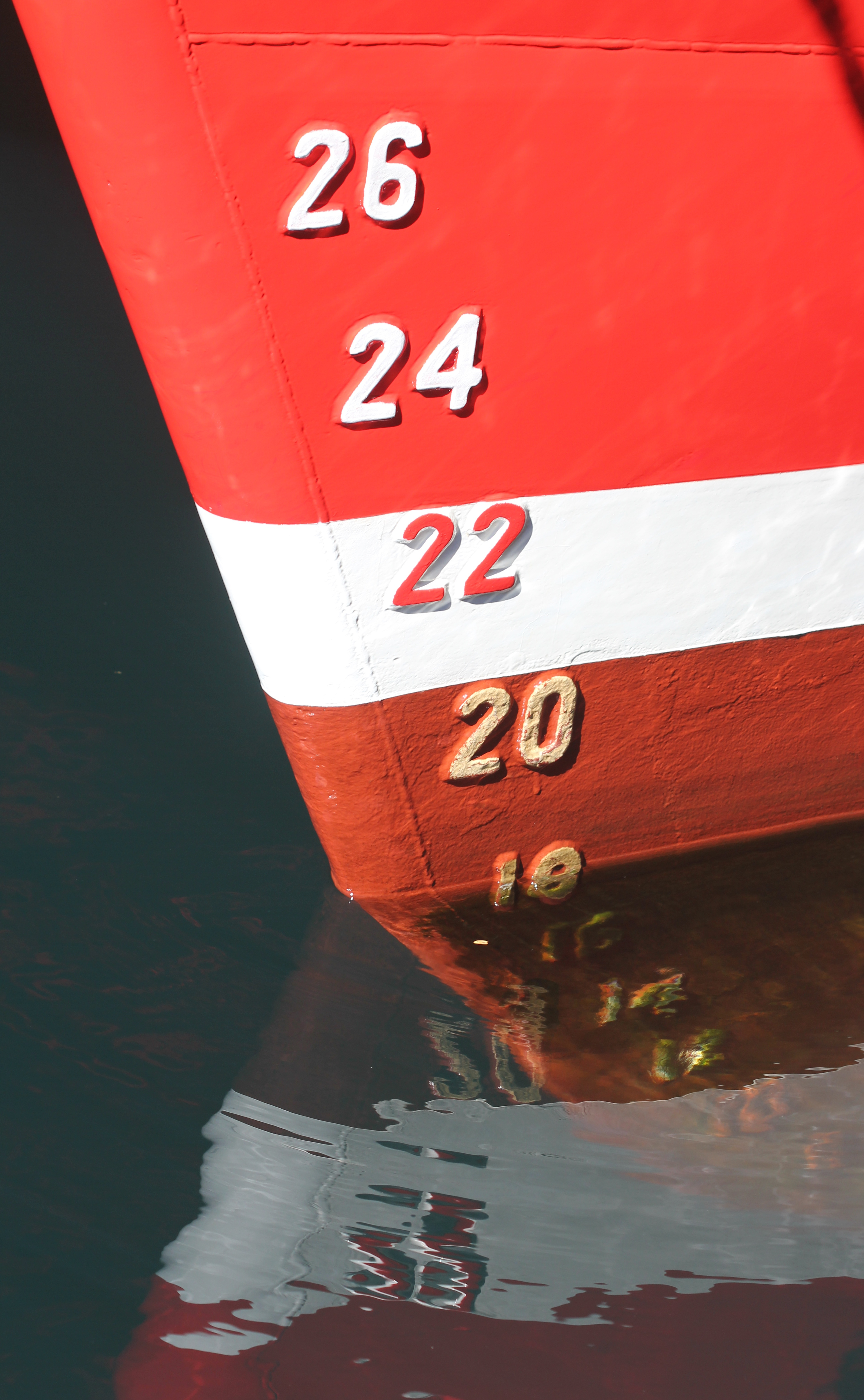
Marcações de calado na proa de uma embarcação.

Calado é a designação dada à profundidade a que se encontra o ponto mais baixo da quilha de uma embarcação, em relação à linha d'água (superfície da água). O calado mede-se verticalmente a partir de um ponto na superfície externa da quilha e a superfície da água. Sendo de se salientar que o calado terá, numa mesma embarcação, variações, conforme a carga do navio (carga maior, calado maior, em razão do afundamento da embarcação) ou a densidade da água.

## Descrição
Em função do ponto da embarcação e da forma de medição existem diversas formas de expressar o calado. As mais comuns são:
- Calado a meia-nau — distância vertical entre a superfície da água e a parte mais baixa do navio medida na secção a meia-nau, isto é, a meio comprimento entre as perpendiculares dos pontos extremos da proa e popa. Em geral não correspondendo ao calado médio, o qual é a média aritmética dos calados medidos sobre as perpendiculares a vante (Termo náutico que significa parte dianteira do navio; proa.) e a ré do navio.
- Calado máximo — distância vertical entre a superfície da água e a parte mais baixa da quilha do navio medida quando este estiver na condição de deslocamento em plena carga (ou deslocamento máximo).
- Calado médio — média aritmética dos calados medidos sobre as perpendiculares a vante e a ré.
- Calado mínimo — distância vertical entre a superfície da água e a parte mais baixa da quilha do navio medida quando este estiver na condição de deslocamento mínimo.
- Calado moldado — distância vertical entre a superfície da água e a linha da base moldada do casco. É utilizado no cálculo dos deslocamentos e para a determinação das curvas hidrostáticas da embarcação.
- Calado normal — distância vertical entre a superfície da água e a parte mais baixa da quilha de uma embarcação, quando esta está com o seu deslocamento normal.

O conhecimento do calado do navio em cada condição de carga e de densidade da água (em função da salinidade e temperatura) é fundamental para determinar a sua navegabilidade sobre zonas pouco profundas, em especial nos portos e em canais.
O calado, acrescido de um valor de segurança (o pé de piloto), determina os portos onde o navio pode entrar e as barras e canais que pode atravessar em cada condição de maré.
Em alguns casos é obrigatório inscrever no costado das embarcações um conjunto de marcas e de informações sobre calado por forma a que as autoridades portuárias possam controlar a segurança da operação dos navios e o estado de carga (a marca de carga, por vezes designada linha Plimsoll, determina a linha de água segura para cada carga e densidade esperada da água).
Segundo o armador, construtor naval e especialista e reparo naval, Edgar Gustavo Eifler, do início do século XX, em seu "Estaleiro Só", em Porto Alegre, Rio Grande do Sul, costumava colocar essa marca do calado, não só na proa, mas também na popa, a bombordo (esquerda da "nave", principalmente, nos chamados por ele, de "grandes savios") e boreste (direita do navio e/ou da "nave" e/ou "grande - navio", da época, assim considerado), para questões de "segurança naval".